# Sinagoga de Siena

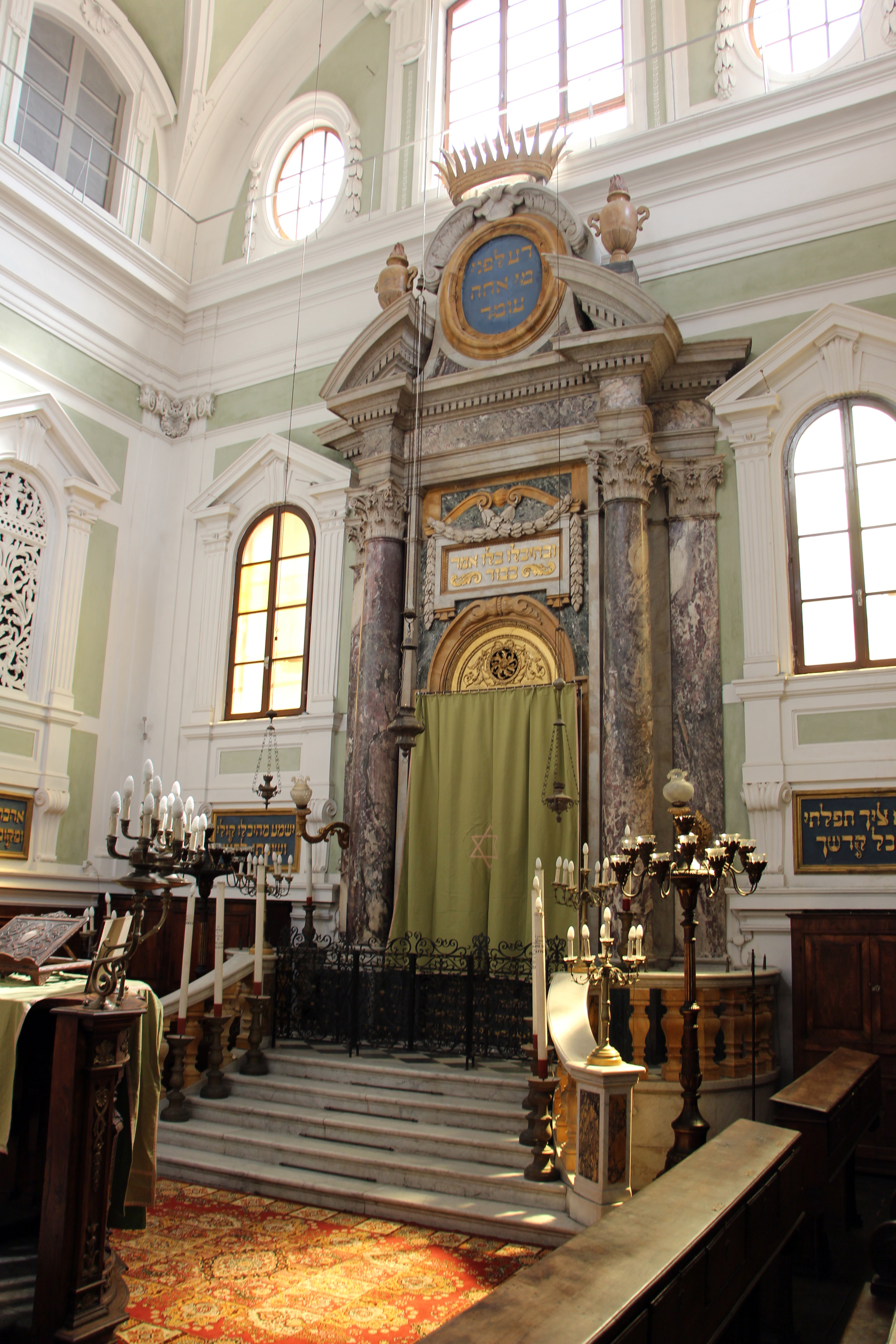
Interior de la sinagoga

La sinagoga de Siena, construida en 1786 en estilo neoclásico, está ubicada en el centro histórico de la ciudad toscana de Siena, en vicolo delle Scotte, anteriormente piazzetta del Tempio. La tipología es típica de las sinagogas de gueto, sin signos distintivos externos, pero ricamente decorada en el interior.

## Historia
La sinagoga de Siena fue diseñada por el arquitecto Giuseppe Del Rosso en 1786, en el corazón del gueto de Siena, en el área donde se encontraban los anteriores lugares de oración. El templo representa uno de los pocos ejemplos de arquitectura entre el rococó y el neoclasicismo en la zona.
La fachada exterior es sencilla y sin adornos. Como es típico en las sinagogas del gueto construidas antes de la emancipación judía, nada debería haber delatado la presencia del lugar de culto desde el exterior. Enfrente está la fuente del gueto, originalmente decorada con una estatua de Moisés apuntando al agua, obra atribuida a Jacopo della Quercia. La estatua, removida en 1875 cuando los judíos polacos se quejaron de que violaba la prohibición de la representación de imágenes, fue transferida primero al Museo dell'Opera del Duomo y luego al Museo Municipal, donde se encuentra actualmente.
Por el contrario, el elegante interior de la sinagoga está ricamente decorado. La sala, de forma rectangular, alberga las hileras de bancos a los lados mientras que en el centro está el Tevah construido en 1756 y enriquecido por nueve candelabros de diez brazos. Frente al aròn ha-kodesh (אָרוֹן הַקֹּדֶשׁ) ) se encuentra el Ezrat Nashim, el lugar reservado para la oración de las mujeres, siendo la sinagoga de Siena de rito tradicionalista. En este caso, se trata de una especie de balcón cerrado por una mejitzá de madera.
En la pared detrás del podio están las ventanas neoclásicas, ricamente decoradas e insertadas en tres arcos. En el techo, estucos blancos y azules forman las Tablas de la ley.
En el interior, la sinagoga alberga piezas de gran valor, entre las que se encuentran los cubiertos de plata del taller de los Guadagni de Florencia y tejidos poco comunes, llamados "indiane".
Particular es la silla de Elías, colocada en el lado izquierdo de la amplia entrada; fue donada a la Comunidad en 1860 por el rabino Nissim. En su respaldo de madera esta delicadamente tallado los versículos que recuerdan la circuncisión, ceremonia para la cual ha sido creada.

## Placas conmemorativas
En el lateral de la puerta de la sinagoga, están colocadas dos placas conmemorativas. La primera fue colocado allí el 5 de diciembre de 1948, en memoria de los catorce judíos sieneses deportados y asesinados en los campos de exterminio nazis durante el Holocausto. El segundo fue colocado allí el 28 de junio de 1999, con motivo del bicentenario de la hoguera en la que, el 28 de junio de 1799, trece judíos sieneses fueron quemados vivos, durante la devastación del gueto de Siena por parte de los partidarios de Viva María. Otras placas están situadas en el interior de la sinagoga.

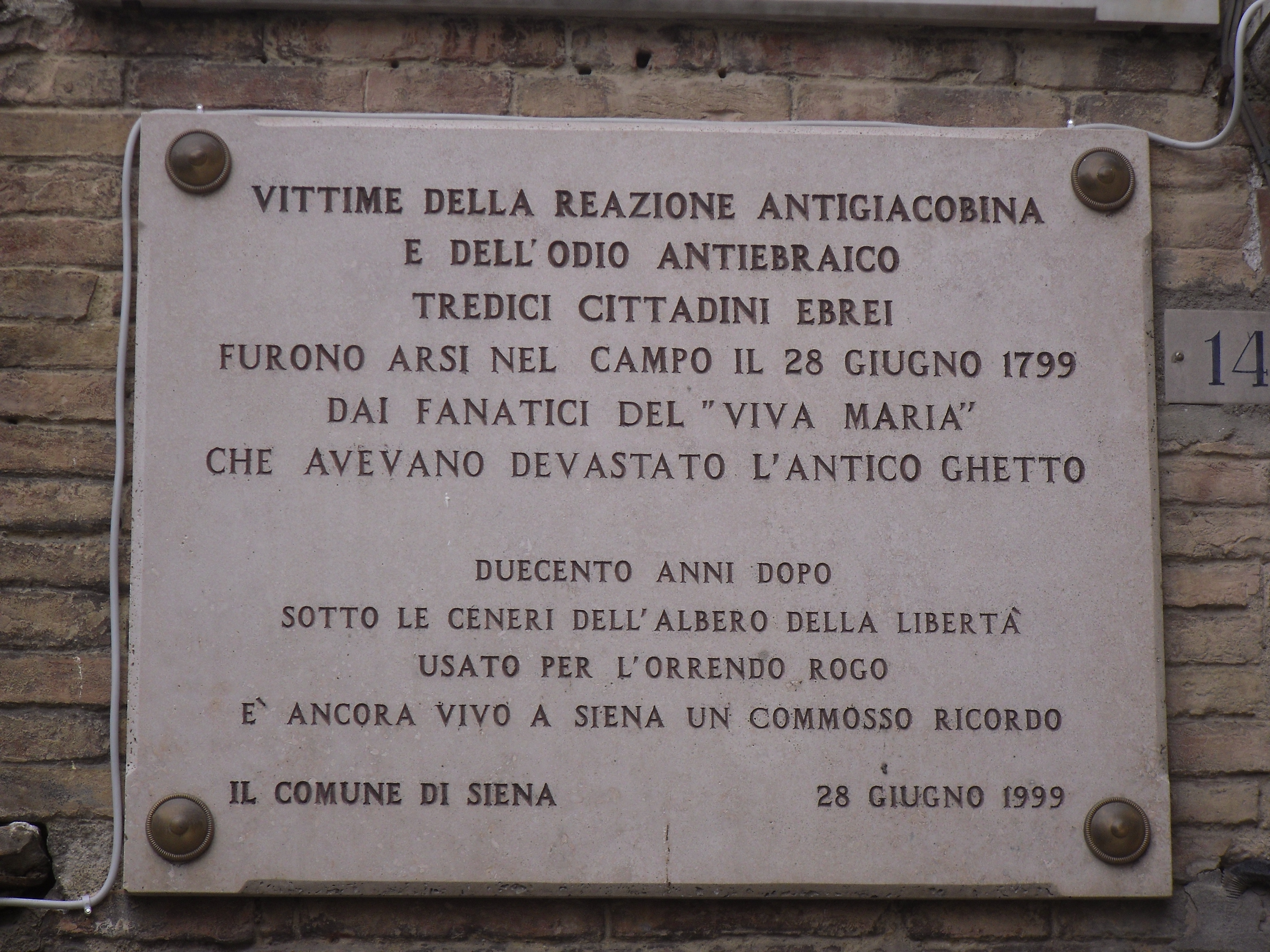
Placa conmemorativa de las víctimas sienesas de Viva Maria .
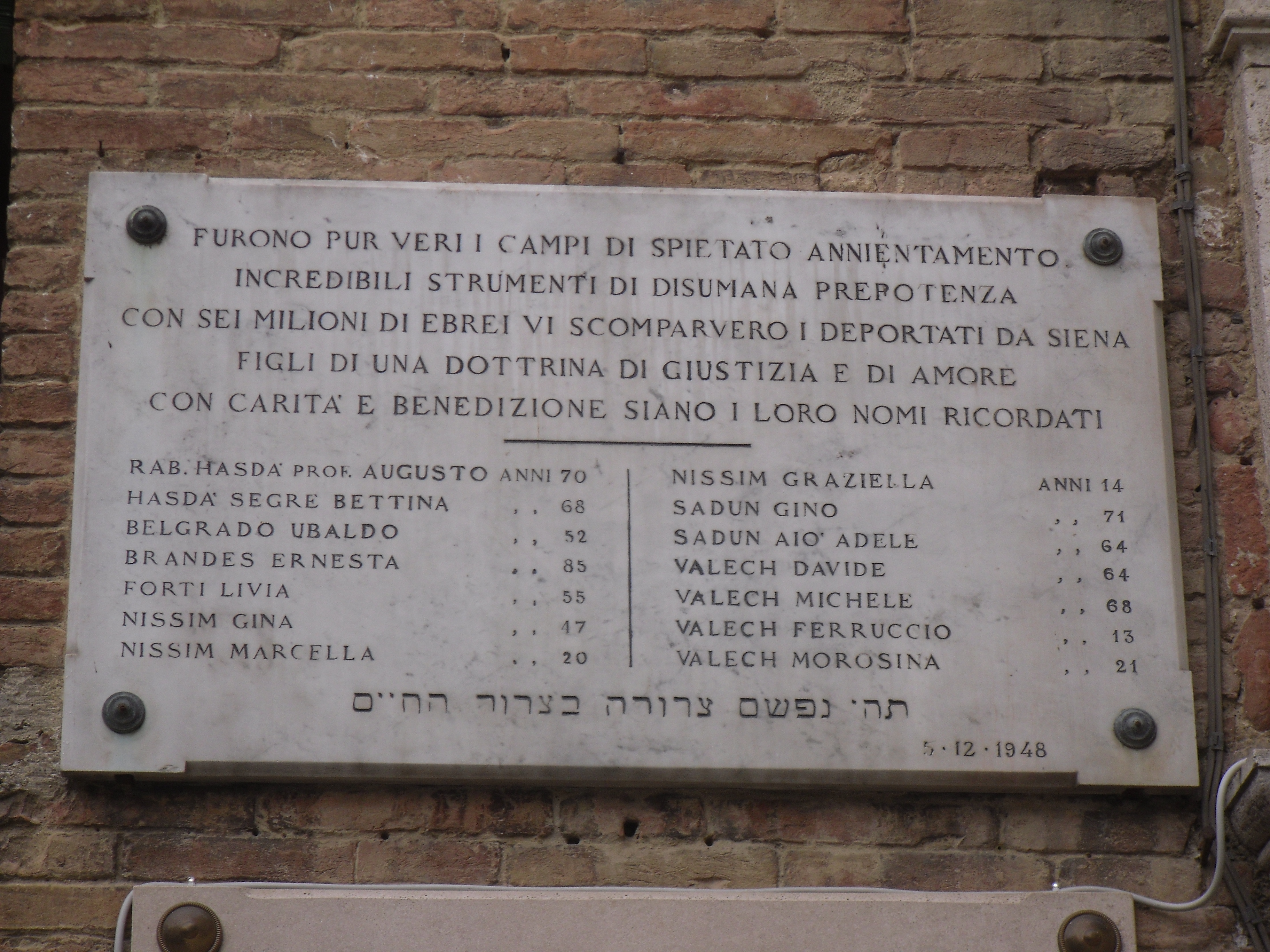
Placa conmemorativa de las víctimas sienesas del Holocausto.

## Otros proyectos
- Noticias en Wikinoticias.

- Wikimedia Commons contiene imágenes u otros archivos de la sinagoga di Siena